# Phloeolister francisci
Phloeolister francisci är en skalbaggsart som beskrevs av Vienna 2001. Phloeolister francisci ingår i släktet Phloeolister och familjen stumpbaggar. Inga underarter finns listade i Catalogue of Life.